# Jakowlewka (Primorje)
Jakowlewka (russisch Я́ковлевка) ist ein Dorf (selo) in der Region Primorje in Russland mit 3648 Einwohnern (Stand 1. Oktober 2021).

## Geographie
Der Ort liegt knapp 200 km Luftlinie nordöstlich des Regionsverwaltungszentrums Wladiwostok im südwestlichen Teil des Sichote-Alin. Er befindet sich unweit des linken Ufers des linken Ussuri-Nebenflusses Arsenjewka (früher Daubiche).
Jakowlewka ist Verwaltungszentrum des Rajons Jakowlewski sowie Sitz der Landgemeinde Jakowlewskoje selskoje posselenije, zu der außerdem das 15 km nördlich gelegene Dorf Andrejewka gehört.

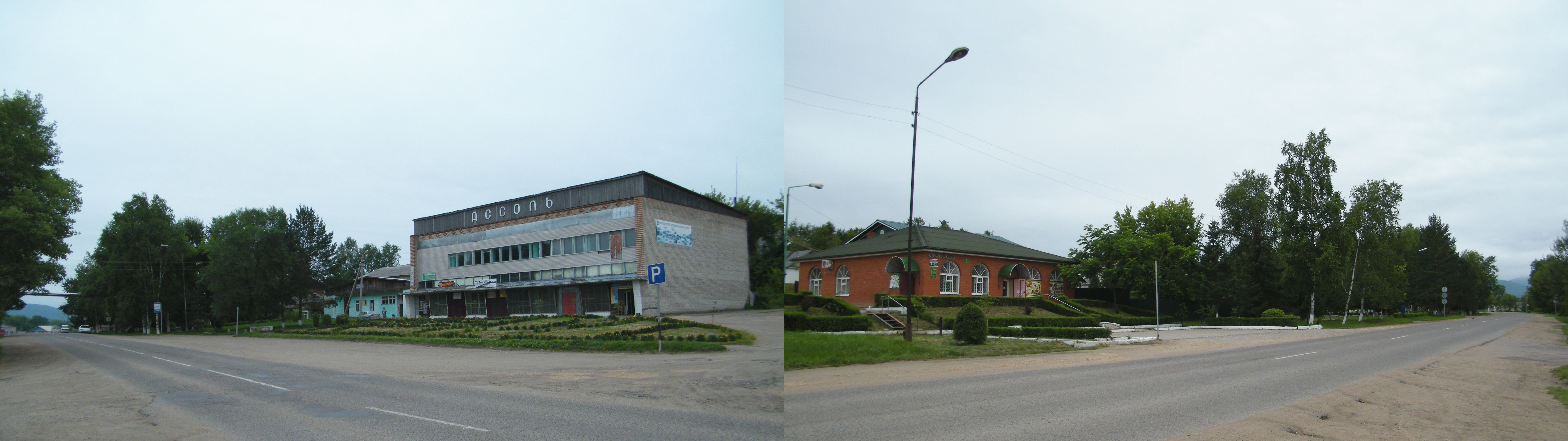
Straßenansichten
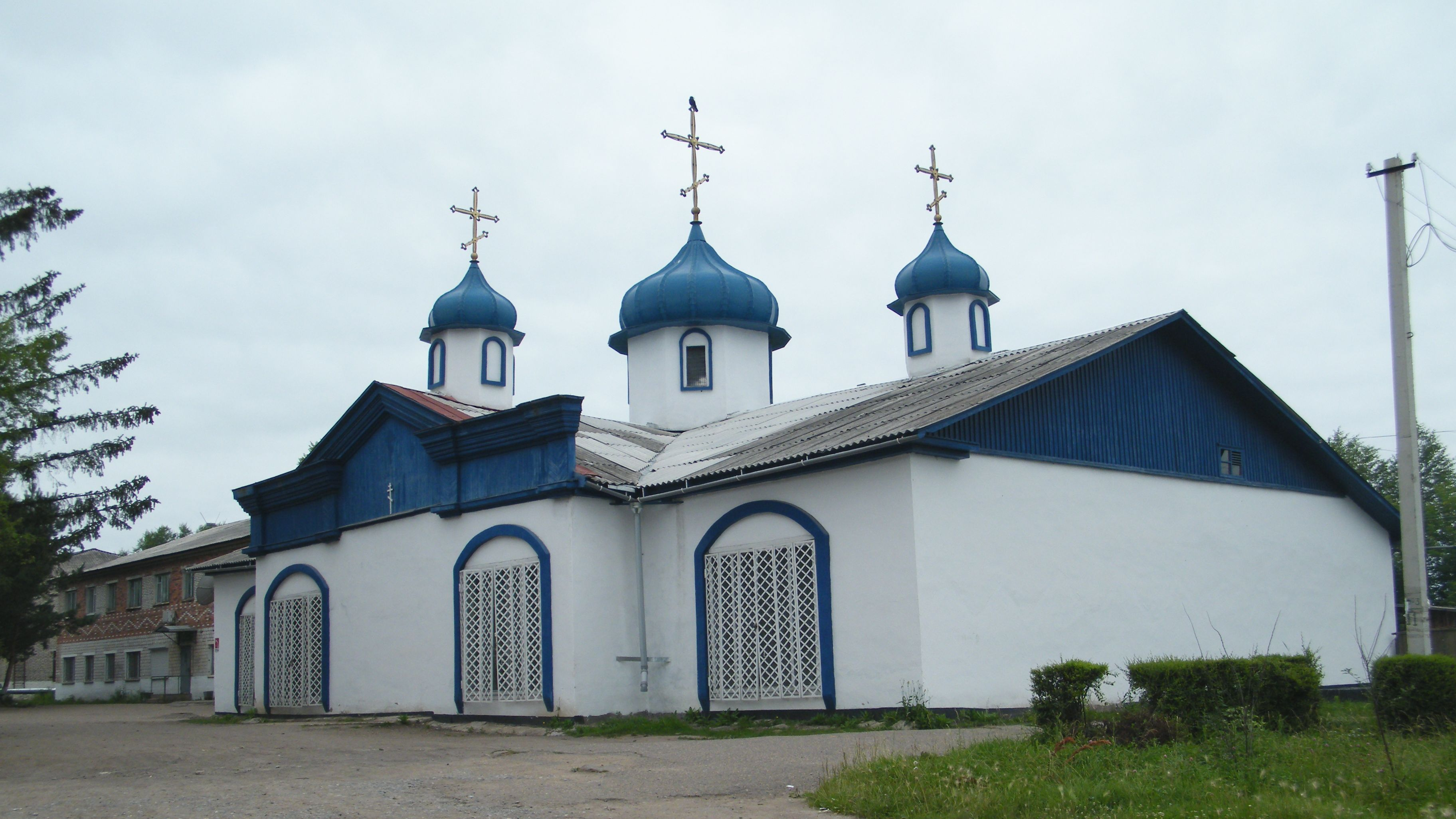
Kirche in Jakowlewka
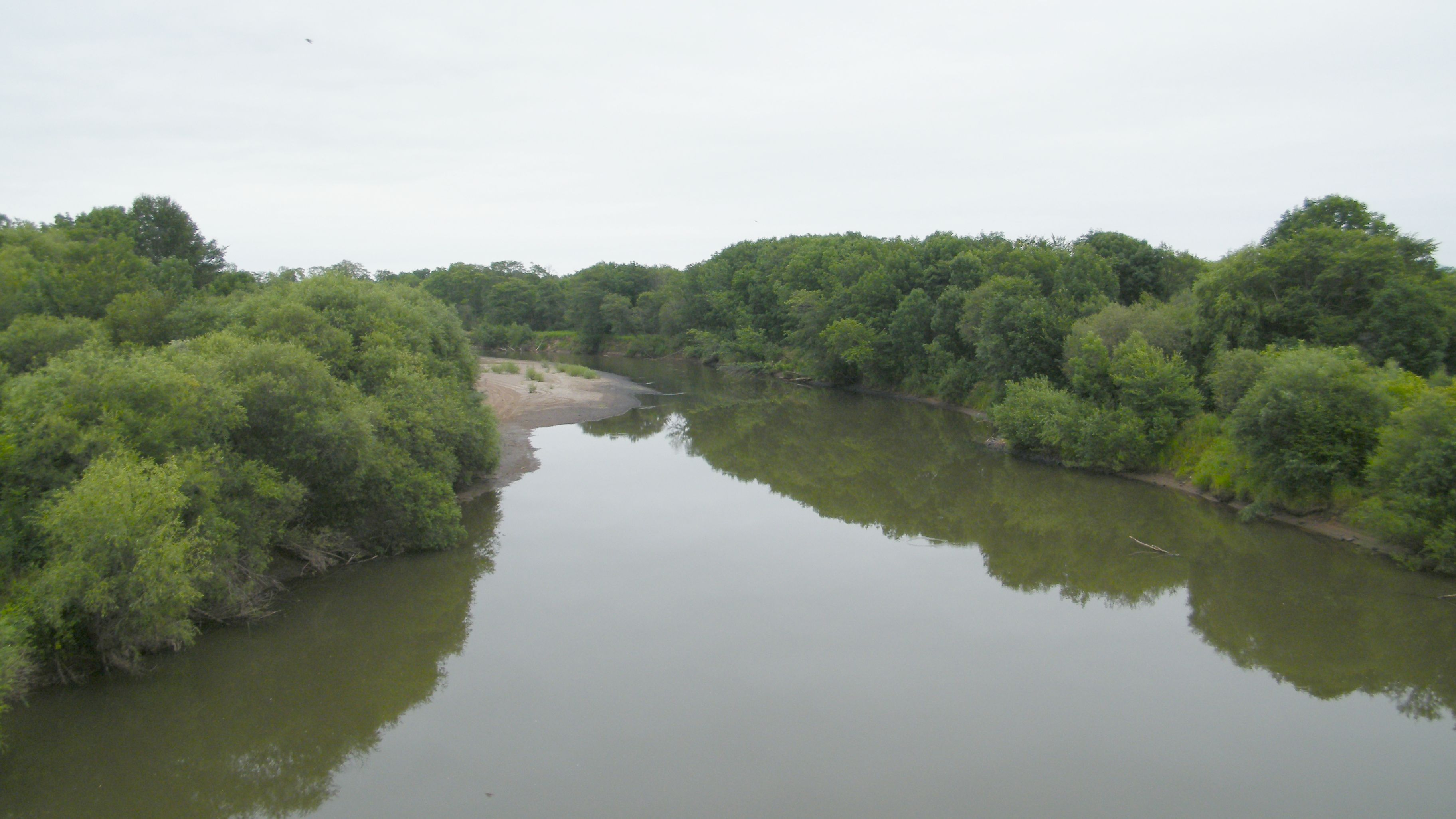
Die Arsenjewka bei Jakowlewka

## Geschichte
Das Dorf wurde 1902 gegründet und bald darauf Sitz einer Wolost. Seit 1926 ist es Verwaltungssitz eines nach ihm benannten Rajons.

### Bevölkerungsentwicklung
| Jahr | Einwohner |
| ---- | --------- |
| 1939 | 2501      |
| 1959 | 2919      |
| 1970 | 4424      |
| 1979 | 4571      |
| 1989 | 5345      |
| 2002 | 5118      |
| 2010 | 4480      |
| 2021 | 3648      |

Anmerkung: Volkszählungsdaten

## Verkehr
Durch den westlichen Teil des Dorfes verläuft die Regionalstraße 05N-303, die beim gut 50 km westnordwestlich gelegenen Spassk-Dalni von der föderalen Fernstraße A370 Ussuri (ehemals M60) abzweigt und knapp 15 km südlich von Jakowlewka, beim nördlich der Stadt Arsenjew gelegenen Dorf Warfolomejewka die 05N-100 erreicht, die von der A370 kommend weiter über Kawalerowo – Dalnegorsk nach Rudnaja Pristan führt. In Jakowlewka zweigt die abschnittsweise noch im Planungsstadium befindliche 05N-134 ab, die der Arsenjewka und dem Ussuri abwärts führt und nach ihrer Fertigstellung etwa 75 km nördlich bei Kirowski ebenfalls die A370 erreichen soll.
In Spassk-Dalni befindet sich die nächstgelegene Bahnstation bei Streckenkilometer 9048 der Transsibirischen Eisenbahn, in Warfolomejewka ein Bahnhof bei Kilometer 106 der 1940 eröffneten Nebenstrecke von Sibirzewo über Arsenjew, die 1940 bis dort eröffnet und 1973 bis Tschugujewka (Station Nowotschugujewka) verlängert wurde.